# Arlen Roth
Arlen Roth (Bronx, Nova York, 30 de outubro de 1952) é um guitarrista, professor e autor americano. De 1982 a 1992, foi colunista da revista Guitar Player. Esses dez anos de colunas transformaram-se no famoso livro, Hot Guitar. 
Entusiasta do modelo de guitarras Telecaster, Roth escreveu o livro "Masters of the Telecaster", detalhando as técnicas de muitos guitarristas famosos da Telecaster.
A versão de Roth de "Scarborough Fair" é apresentada na trilha sonora do filme Lost In Translation.

## Videos Instrucionais
Em 1979, Roth e sua esposa Deborah iniciaram o selo "Hot Licks Audio and Video". Com apenas US$ 2.000,00 restantes, Roth decidiu que iria agir com base na ideia que teve em 1973 de criar instruções musicais gravadas com base em como ele sempre incentivava seus alunos a gravar suas aulas particulares. Seu primeiro anúncio contou com 42 aulas de cassete ao todo, esticadas por 7 séries de 6 fitas cada. As fitas rapidamente se tornaram um grande sucesso em todo o mundo e muitos de seus alunos também eram profissionais muito experientes. Enquanto ensinava a Ralph Macchio as partes de guitarra para o filme Crossroads , começou a gravar seus primeiros vídeos (em 1984). Seis deles apresentavam Roth como instrutor e um era de seu amigo John Entwistle , baixista doO Quem . Os close-ups de fretting, strumming e outras técnicas que ele ajudou a desenvolver, e que tiveram destaque em Crossroads , tornaram-se a marca registrada dos vídeos.
O catálogo Hot Licks cresceu para incluir também vídeos instrutivos para bateria, banjo, lap steel, bandolim, voz e gaita, com 150 artistas e 180 vídeos. Roth foi reconhecido como o primeiro a criar instruções de música em vídeo. Em 2006, The Music Sales Group adquiriu o catálogo de vídeos Hot Licks.
De 2007 a 2012, Roth organizou uma série de videoaulas diárias no Gibson.com. Estima-se que ele tenha cerca de 1 milhão de alunos em Gibson. Ele também escreveu blogs diários para Gibson Guitar. Arlen também é conhecido como o "Mestre da Telecaster".
Roth afirmou que "muitos desses artistas do Hot Licks (Eric Johnson, Joe Pass, George Benson, Ronnie Earl, Jimmy Bruno, Budy Guy, Lee Roy Parnell, Adrian Legg, Andy Summers, Emily Remler, entre outros) também foram meus heróis pessoais, e foi uma honra trabalhar com eles".

## Aparições na Mídia
- Roth escreveu e executou a maioria, e treinou todas as partes de guitarra de Ralph Macchio no filme Crossroads[6], de 1986 e dirigiu muitas dessas cenas. Ele também serviu como autenticador oficial do filme de quaisquer cenas envolvendo música e a execução da música. Em um dia, a cena de gravação de Robert Johnson foi interrompida porque Roth percebeu que as cravelhas da guitarra eram da época errada.
- Roth apareceu no filme de Bob Dylan - Renaldo and Clara]] - tocando com Bob Dylan, Joan Baez, Ramblin' Jack Elliot, Phil Ochs e Patti Smith.
- Roth apareceu no Late Night with Conan O'Brien com o amigo Danny Gatton , em 1994, tocando "Tequila" de seu álbum Toolin' Around.
- Ele apareceu no Saturday Night Live em 1978 com Art Garfunkel . Durante o aquecimento para este show, Roth, Dan Aykroyd e John Belushi , apenas por diversão, colocaram óculos escuros e roupas e tocaram " Foguete 88 " para o público.
- A música de marca registrada de Roth é sua versão instrumental de "When a Man Loves a Woman", e foi chamada de "Talvez o treino mais intenso já gravado em uma Telecaster" por Tom Wheeler da revista Guitar Player . Ele alcançou o segundo lugar nas paradas pop britânicas e foi usado pela BBC Radio para encerrar o ar todas as noites por muitos anos.
- Sua coluna no Guitar Player, "Hot Guitar", durou 10 anos, e mais tarde foi publicada como livro. Ele também escreveu vários artigos para esta e outras revistas.
- Roth se apresentou no programa de TV alemão ao vivo, Ohne Filter , com Jack Bruce no baixo, em 1984.
- Roth criou e executou todas as músicas para o programa de TV Aaron Spelling , 10-8: Officers on Duty .
- Em 2014, Roth foi entrevistado no programa de rádio "Elwood's Bluesmobile" de Dan Aykroyd para seu álbum SLIDE GUITAR SUMMIT , e eles falaram sobre quando ele estava no SNL em 1978, e quando ele, John Belushi e Akyroyd iniciaram a primeira apresentação experimental dos Blues Brothers para aquecer a multidão antes do show.
- Entertainment Tonight fez dois especiais sobre as contribuições de Arlen Roth para o filme Crossroads, de 1986.
- Em 2016, Roth escreveu e executou uma peça solo de violão para um filme da ESPN no Minskoff Theatre em Nova York com Daveed Diggs e Leslie Odom Jr. da peça Hamilton .
- Em 2021, Roth se apresentou no The Grand Ole Opry em Nashville com John Sebastian.

## Prêmios e Honrarias
- Top 100 guitarristas mais influentes de todos os tempos, revista Vintage Guitar[7]
- Top 50 guitarristas acústicos de todos os tempos, Gibson.com[8]
- Top 10 sons de guitarra já gravados, revista Vintage Guitar , "Treat Her Right"
- Hall da Fama do Blues de Nova York (2015)[9]

## Discografia
| #  | Ano  | Álbum                                                             | Selo               |
| -- | ---- | ----------------------------------------------------------------- | ------------------ |
| 01 | 1978 | Guitarist                                                         | Rounder            |
| 02 | 1979 | Hot Pickups                                                       | Rounder            |
| 03 | 1983 | Paint Job                                                         | Breaking Records   |
| 04 | 1984 | Lonely Street                                                     | Flying Fish        |
| 05 | 1987 | Arlen Roth                                                        | Rounder            |
| 06 | 1993 | Toolin' Around                                                    | Blue Plate/Horizon |
| 07 | 2001 | Drive It Home                                                     | Solid Air          |
| 08 | 2005 | Landscape                                                         | Aquinnah           |
| 09 | 2007 | Toolin' Around Woodstock w/Levon Helm                             | Aquinnah           |
| 10 | 2009 | Subway Walls and Tenement Halls: The Music of Simon and Garfunkel | Aquinnah           |
| 11 | 2009 | How Does it Feel? The Music of Bob Dylan                          | Aquinnah           |
| 12 | 2012 | All Tricked Out                                                   | Aquinnah           |
| 13 | 2012 | Arlen Roth and the Cordobas Live at the Iridium                   | Aquinnah           |
| 14 | 2015 | Slide Guitar Summit                                               | Aquinnah           |
| 15 | 2016 | Paint it Black: Acoustic Stones                                   | Aquinnah           |
| 16 | 2019 | TELEMASTERS                                                       | Aquinnah           |
| 17 | 2021 | John Sebastian and Arlen Roth Explore the Spoonful Songbook       | BMG/Renew/Sony     |

## Livros Publicados
- Slide Guitar, Oak Publications
- How to Play Blues Guitar, Acorn Music
- Nashville Guitar, Oak Publications
- Arlen Roth's Complete Electric Guitar, Doubleday, Hal Leonard
- Hot Guitar, Miller/Freeman
- Arlen Roth's Complete Acoustic Guitar, Schirmer/Macmillan, Hal Leonard
- Heavy Metal Guitar, Schirmer/Macmillan
- Rock Guitar for Future Stars, Ballantine Books
- Masters of the Telecaster, Warner Publications
- Arlen Roth Teaches Slide Guitar, Hal Leonard
- Arlen Roth Teaches Fingerpicking, Hal Leonard